# Nørreskov (Holbæk Kommune)
 For alternative betydninger, se Nørreskov. (Se også artikler, som begynder med Nørreskov)
 Nørreskov  er en privat skov, der ligger i Midtsjælland ved Mørkøv mellem Holbæk og Jyderup.
Skoven hænger sammen med flere andre skove; Nyvænge, Orekrog Skov, Vedebjerg Skov og Hellede Skov, og er i dag et rekreativ område for borgere i Mørkøv og omegn.
Ved skoven ligger Torbenfeldt Gods som er en herregård fra år 1577, den blev ombygget fra 1750- 1767. Ved godset ligger også Frydendal Kirke, Torbenfeldt Smedemuseum og Torbenfeldt Sø .
|  | Denne artikel om lokaliteten Nørreskov (Holbæk Kommune) kan blive bedre, hvis der indsættes et (bedre) billede. Du kan hjælpe ved at afsøge Wikimedia Commons for et passende billede eller lægge et op på Wikimedia Commons med en af de tilladte licenser og indsætte det i artiklen. |

55°36′57.40″N 11°30′45.20″Ø / 55.6159444°N 11.5125556°Ø